# Јелена Палигорић Синкевић
Јелена Палигорић Синкевић (Београд, 28. август 1987) српски је драмски писац, писац за децу и драматург.

## Биографија
Дипломирала је драматургију на Факултету драмских уметности.
Као резиденцијални писац боравила је три недеље у Берлину, Брегенцу, Ријеци и још неколико градова Европе.
Написала је 12 епизода емисије С Тамаром у акцији.
Мајка је једног сина и једне ћерке.

## Дела
- Деца су негде другде[3]
- Мој живот - прича о Исидори Данкан, 09.05.2014, Београд, Позориште „Бошко Буха”[4]
- Одлазни терминал, 28.11.2015, Београд, Театар Вук[4]
- Френки и Џони, 15.04.2016, Београд, Народно позориште у Београду[4]
- Долце витa, 07.12.2018, Београд, Мадленијанум[4]
- Госпођица Јулија, 2021, Мадленијанум[4]